# Presidente Roque Sáenz Peña (departement)
Presidente Roque Sáenz Peña is een departement in de Argentijnse provincie Córdoba. Het departement (Spaans: departamento) heeft een oppervlakte van 8.228 km² en telt 34.647 inwoners.

## Plaatsen in departement Presidente Roque Sáenz Peña
- General Levalle
- La Cesira
- Laboulaye
- Leguizamón
- Melo
- Río Bamba
- Rosales
- San Joaquín
- Serrano
- Villa Rossi